# AristaFlow
AristaFlow ist der Name eines vom Land Baden-Württemberg geförderten Forschungsprojekts, das am Institut für Datenbanken und Informationssysteme der Universität Ulm von 2004 bis 2007 durchgeführt wurde.  Gleichzeitig ist AristaFlow der Name der aus dem Projekt ausgegründeten Firma, sowie der gleichnamigen Software.

## Forschungsprojekt
Grundlegendes Ziel des Projekts war es, die Umsetzung von Geschäftsprozessen in ausführbare Workflows zu vereinfachen und damit Entwicklungszeit und -kosten zu sparen. Dazu galt es, das adaptive Workflow-Management-System ADEPT weiterzuentwickeln und mit Konzepten der komponentenorientierten Software-Entwicklung zu verbinden. Insbesondere sollte die Verknüpfung von Workflow-Schritten mit Anwendungen, die bei der Workflow-Ausführung ausgeführt werden, über „Plug&Play“ ermöglicht werden. Software-Hersteller und Anwender sollen auf diese Weise rasch und einfach flexible Workflows aus Anwendungsbausteinen zusammensetzen können. Die Forschungsergebnisse mündeten in die Entwicklung der AristaFlow BPM Suite.
Neben Industriepartnern wurde die Forschungsarbeit vom Institut für Datenbanken und Informationssysteme unter der Leitung von Peter Dadam und vom Institut für Software Engineering unter der Leitung von Colin Atkinson durchgeführt. Gefördert wurde das Projekt AristaFlow im Rahmen des Forschungsverbunds PRIMIUM.

## Praxistransfer
Im Jahre 2008 wurde die AristaFlow GmbH ausgegründet, die die AristaFlow BPM Suite weiterentwickelt. Während die AristaFlow BPM Suite kommerziell vertrieben wird, wird sie von der AristaFlow GmbH für Lehre und Forschung kostenfrei zur Verfügung gestellt.